# U.S. Lecce
Unione Sportiva Lecce er en italiensk fodboldklub fra Lecce i provinsen Apulien i den sydlige del af landet. Klubben spiller sine hjemmekampe på Stadio Via del Mare. Klubbens farver er rød og gul. 

## Historie
Lecce blev dannet under navnet Sporting  Club Lecce i 1908. Dengang spillede klubben i sort- og hvidstribede trøjer. De gule og røde farver kom først til i 1929. Gennem de første årtier åbnede og lukkede klubben flere gange, og man fristede en tilværelse i de lokale rækker. Efterhånden blev situationen mere stabil, og man fik etableret sig i den tredjebedste række, Serie C.
i 1970'erne begyndte Lecce at gøre sig gældende i Serie B, og i 1985 rykkede man så for første gang op i Serie A. Siden har man været et typisk 'elevatorhold'. I august 2012 blev klubben imidlertid tvangsnedrykket til de lavere rækker, efter at den blev kendt skyldig i en større skandale vedrørende matchfixing (Calcioscommesse-sagen) i italiensk fodbold. I 2019 rykkede Lecce atter op i Serie A.

## Rivaler
Lecces største rivaler er S.S.C. Bari fra byen længere nordpå langs Adriaterhavskysten. Deres kampe kaldes Derby di Puglia. Det første møde fandt sted i 1929. Første gang de to klubber mødtes i Serie A var i 1985. Det foreløbigt sidste møde var i 2011. Derbyet er historisk set uhyre lige med næsten lige mange sejre til hvert hold. Således har Bari ved udgangen af 2020 vundet én kamp mere end Lecce og scoret blot et enkelt mål mere.
Lecces ultras er traditionelt venner med Palermos.

## Kendte spillere gennem tiden
- Guillermo Giacomazzi
- Michele Lorusso
- Pedro Pasculli
- Marco Cassetti
- Antonio Conte
- Gheorghe Popescu
- Javier Chevantón
- Juan Cuadrado
- Mirko Vučinić
- Luis Muriel
- Sergei Aleinikov
- Fabrizio Miccoli
- Massimo Oddo

## Danske spillere
- Morten Hjulmand (2021-2023)
- Patrick Dorgu (2023-)

## Resultater
- Serie B

- Coppa Ali della Vittoria (1) - 2009–10
- Oprykning – 1984–85, 1987–88, 1992–93, 1996–97, 1998–99, 2002–03, 2007–08, 2009–10, 2018-19

- Serie C
  - Vinder – 1945–46, 1975–76, 1995–96, 2017–18

- Coppa Italia Serie C
  - Vinder – 1975–76

- Anglo-Italian Semiprofessional Cup
  - Vinder – 1976–77